# Asikkala
Asikkala är en kommun i landskapet Päijänne-Tavastland i Finland. Asikkala har cirka 8 033 invånare och har en yta på 755,55 km². Centralorten heter Vääksy. Grannkommuner är Heinola, Hollola, Tavastehus, Lahtis, Padasjoki och Sysmä.
Asikkala är en enspråkigt finsk kommun.
I början av 1400-talet avskildes Asikkala kapell från Hollola kyrksocken. Asikkala nämns första gången 1547 men kan väl härstamma från samma tid som då Asikkala förvaltningssocken grundades i början av 1400-talet.
En by i kommunen heter Kalkis, Kalkkinen på finska. Där finns det en kanal parallellt med Päijännes utlopp i form av en fors.

## Tätorter
Vid tätortsavgränsningen den 31 december 2021 fanns två tätorter inom Asikkala kommuns område:
| Nr | Tätort                        | Folkmängd |
| -- | ----------------------------- | --------- |
| 1  | Vääksy                        | 4 803     |
| 2  | Lahtis centraltätort (del av) | 372       |

## Politik

### Mandatfördelning i Asikkala kommun, valen 1976–2021
| 4 | 5 | 8 |  | 9 |

| 4 | 6 | 10 | 2 | 13 |

| 3 | 5 | 2 | 2 | 10 | 2 | 11 |

| 2 | 6 | 3 |  | 10 |  | 12 |

|  | 7 | 3 | 7 | 8 |  | 8 |

|  | 6 | 3 | 5 | 10 |  | 9 |

|  | 4 | 5 | 6 | 10 | 2 | 7 |

|  | 5 | 3 | 3 | 12 | 3 | 8 |

| 20 | 15 |

|  | 5 |  |  | 15 | 2 | 10 |

| 18 | 17 |

|  | 4 |  | 6 | 13 |  | 9 |

| 21 | 14 |

| 2 | 3 | 8 | 3 | 8 |  | 6 |

| 18 | 13 |

| 2 | 2 | 4 | 4 | 10 |  | 8 |

| 17 | 14 |

## Demografi

### Befolkningsutveckling
| Befolkningsutvecklingen i Asikkala kommun 1975–2020                                                          | Befolkningsutvecklingen i Asikkala kommun 1975–2020 | Befolkningsutvecklingen i Asikkala kommun 1975–2020 | Befolkningsutvecklingen i Asikkala kommun 1975–2020 | Befolkningsutvecklingen i Asikkala kommun 1975–2020 |
| --- | --------------------------------------------------- | --------------------------------------------------- | --------------------------------------------------- | --------------------------------------------------- |
| |                                                     |                                                     |                                                     |                                                     |
| År |                                                     |                                                     | Folkmängd                                           |                                                     |
| 1975 | 1975                                                |                                                     | 7 798                                               |                                                     |
| 1980 | 1980                                                |                                                     | 8 251                                               |                                                     |
| 1985 | 1985                                                |                                                     | 8 564                                               |                                                     |
| 1990 | 1990                                                |                                                     | 8 822                                               |                                                     |
| 1995 | 1995                                                |                                                     | 8 782                                               |                                                     |
| 2000 | 2000                                                |                                                     | 8 644                                               |                                                     |
| 2005 | 2005                                                |                                                     | 8 560                                               |                                                     |
| 2010 | 2010                                                |                                                     | 8 552                                               |                                                     |
| 2015 | 2015                                                |                                                     | 8 287                                               |                                                     |
| 2020 | 2020                                                |                                                     | 8 059                                               |                                                     |
| Anm: Uppgifterna avser förhållandena den 31 december nämnda år enligt områdesindelningen den 1 januari 2022. |                                                     |                                                     |                                                     |                                                     |

### Språk
Befolkningen efter språk (modersmål) den 31 december 2022. Finska, svenska och samiska räknas som inhemska språk då de har officiell status i landet. Resten av språken räknas som främmande. För språk med färre än 10 talare är siffran dold av Statistikcentralen på grund av sekretesskäl.
| Språk                        | Talare 2022-12-31 | Talare 2022-12-31 |
| Språk                        | Antal             | Andel (%)         |
| ---------------------------- | ----------------- | ----------------- |
| Hela befolkningen            | 8 014             | 100,0             |
| Inhemska språk totalt        | 7 804             | 97,4              |
| Finska                       | 7 789             | 97,2              |
| Svenska                      | 12                | 0,1               |
| Samiska                      | 3                 | 0,0               |
| Främmande språk totalt       | 210               | 2,6               |
| Ukrainska                    | 46                | 0,6               |
| Estniska                     | 43                | 0,5               |
| Ryska                        | 41                | 0,5               |
| Polska                       | 10                | 0,1               |
| Thailändska                  | 10                | 0,1               |
| Språk med färre än 10 talare | 60                | 0,7               |

|  | Finska (97,2 %) |

|  | Svenska (0,1 %) |

|  | Samiska (0,0 %) |

|  | Främmande språk (2,7 %) |

|  | Finska (97,2 %) |

|  | Svenska (0,1 %) |

|  | Samiska (0,0 %) |

|  | Främmande språk (2,7 %) |

## Kända personer från Asikkala
- Joel Rinne (1897-1981), skådespelare
- Einar Rinne (1890-1933), skådespelare
- Jalmari Rinne (1893-1985), skådespelare
- Sigurd Frosterus (1876-1956), arkitekt